# アイ・キャント・ヘルプ・イット (バナナラマの曲)
「アイ・キャント・ヘルプ・イット」(I Can't Help It)は、1987年にリリースされたバナナラマの楽曲。

## 概要
4枚目のスタジオ・アルバム『WOW!』から全世界では3枚目、全米では2枚目のシングルとして発売された。
ミュージック・ビデオの撮影中、シヴォーン・ファーイは妊娠中だったため、バストトップしか映らず、ミルク風呂で男性ダンサーと戯れるシーンには参加していない。
シングルの発売後にファーイが脱退したため、ファーイが参加した最後のシングルである。

## 収録曲
日本盤 12" シングル
1. アイ・キャント・ヘルプ・イット（リミックス）- 8:03
2. アイ・キャント・ヘルプ・イット（7"）- 3:38
3. ミスター・スリーズ（レア・グルーヴ・ミックス）- 6:02
4. ミスター・スリーズ（インストゥルメンタル）- 4:09

## チャート
| チャート (1987–1988年)                               | 最高順位 |
| ---------------------------------------------------- | -------- |
| オーストラリア (ARIA)                                | 27       |
| ベルギー (Ultratop 50 Flanders)                      | 13       |
| ヨーロッパ (European Hot 100 Singles)                | 68       |
| フィンランド (スオメン・ヴィラリネン・リスタ)        | 24       |
| アイルランド (IRMA)                                  | 12       |
| オランダ (Dutch Top 40)                              | 26       |
| オランダ (Single Top 100)                            | 30       |
| スペイン (AFYVE)                                     | 22       |
| UK シングルス (OCC)                                  | 20       |
| UK ダンス (Music Week)                               | 9        |
| US Billboard Hot 100                                 | 47       |
| US Dance Club Songs (Billboard) with "Mr. Sleaze"    | 7        |
| US Dance Singles Sales (Billboard) with "Mr. Sleaze" | 21       |
| US キャッシュボックス Top 100                        | 55       |
| 西ドイツ (GfK Entertainment charts)                  | 31       |